# 坪倉唯子
坪倉 唯子（つぼくら ゆいこ、1963年〈昭和38年〉3月4日 - ）は、日本の女性歌手。大阪府枚方市出身。B.B.クィーンズのメンバーで、ボーカルや作詞・作曲を担当している。血液型はO型。

## 人物
大阪府枚方市立津田中学校卒業、大阪府立長尾高等学校卒業。
B.B.クィーンズのボーカルとして一般によく知られているが、仮歌やコーラスのスタジオ・ミュージシャンや、ツアーサポートミュージシャンとしても活動している。元々はかすれ気味の中低音の声質だが、B.B.クィーンズの時はやや鼻にかけた高い声で歌い、声色を変えてキャラクターを使い分けている。また作品によっては坪倉名義ではなく完全なる別名義による活動も行っている。
他にもCoke is it! '86 夏などのCMソングや、『バブルガムクライシス』、『きまぐれオレンジ☆ロード』、『SAMURAI DEEPER KYO』などのアニメソングも手掛ける。また、ラジオ番組ではKBS京都の『はいぱぁナイト』木曜の4代目パーソナリティーとしても知られ、日本テレビ系の番組「はじめてのおつかい!2013年大冒険スペシャル」に、自身初のナレーターとして参加している。「高須クリニック」のCMサウンドロゴの片パートを担当。

## 来歴
1981年、第21回ヤマハポピュラーソングコンテストつま恋本選会出場「繞(まと)いつく想い」、第22回ヤマハポピュラーソングコンテスト関西四国大会グランプリ「Easygoing」つま恋本選会入賞（つま恋本選会グランプリはアラジンの「完全無欠のロックンローラー」）。グランプリが、おふざけな歌だったことでヤマハスタッフともめて、ヤマハから遠ざかる。1981年秋、桑名晴子withベーカーズショップに参加。
1985年、「Cry For The Moon」でアポロン音楽工業からソロシンガーとしてデビュー。並行して中島みゆきや中原めいこ、渡辺美里などのバックコーラスを務める。1989年、渚のオールスターズに参加する。
1990年、BMGビクターへ移籍。近藤房之助らとB.B.クィーンズを結成。『ちびまる子ちゃん』の初代ED曲「おどるポンポコリン」がミリオンセラーに。この時期、ランキング番組出演の際、バックコーラスとして出演していた中島みゆきのコンサート会場のそばから、ひとり中継で出演したこともあった。B'zのバックコーラスも務めている。工藤静香のほとんどの仮歌やバックコーラスも務めている。
1992年、KBS京都ラジオはいぱぁナイト木曜日のDJを担当。尾崎豊の遺作「放熱への証」収録の「闇の告白」に和田恵子と共にコーラス参加。同年に、同じコンビでT-BOLANの「Bye For Now」も担当した。
1993年、日本テレビ系ドラマ『ジェラシー』の主題歌「ジュテーム」がヒット。
1998年、ミュージカル『RENT』に出演。
2006年、本田美奈子.の追悼シングルとして発売された「wish」に、福山雅治らとともにINOUE AKIRA & M.I.H.BANDのボーカルとして参加。9月23日、『吉田拓郎 & かぐや姫 Concert in つま恋 2006』に吉田拓郎のバッグコーラスとして参加。
2008年、福山雅治のカウントダウンライブ「福山☆冬の大感謝祭 其の九 福山祭りだワッショイ!ワッショイ!」（横浜アリーナ）にバックコーラスとして参加。
2009年4月20日、Blues Alleyにて、富倉安生、中村哲、江口信夫、三沢またろう、齋藤有太、中山ミサらと共にソロライブ。福山雅治の20周年記念ライブ「福山☆イキナリの大感謝祭 〜エッ!してなかったの?初めてだったの?〜愛福山博in武道館!!」、アリーナツアー「FUKUYAMA MASAHARU 20th ANNIVERSARY WE'RE BROS. TOUR 2009 〜道標〜」にバックコーラスとして参加。10月20日、Blues Alleyにて、今剛、後藤次利、山木秀夫、重実徹、三沢またろう、牛山玲奈らと共にソロライブ。
2010年2月4日、Blues Alleyにて、富倉安生、島村英二、古川望、鈴木明男、清岡太郎、斉藤有太、三沢またろうらと共にソロライブ。3月4日、Blues Alleyにて、富倉安生、島村英二、古川望、清岡太郎、中村哲、三沢またろう、友成好宏、（Vo）比山貴咏史、 木戸やすひろ、 広谷順子、中山ミサ、杉本和世らと共にBirthday LIVE。4月、平成22年度の洗足学園音楽大学「ロック&ポップス ヴォーカル」の教員に就任。9月11日、Blues Alleyにて、富倉安生、島村英二、古川望、中村哲、鈴木明男、清岡太郎、斉藤有太、三沢またろうらと共にソロライブ。中島みゆきTOUR2010にバックコーラスとして参加。
2011年、近藤房之助、増崎孝司、宇徳敬子とB.B.クィーンズとしての活動を再始動。福山雅治のアリーナツアー「FUKUYAMA MASAHARU WE'RE BROS. TOUR 2011 THE LIVE BANG!」にバックコーラスとして参加。
2016年1月28日、フジテレビNEXTの坂崎幸之助のももいろフォーク村NEXT#16に出演（生放送）。ももいろクローバーZ、坂崎幸之助（村長）、近藤房之助、ポール・ギルバート、武部聡志、佐藤大剛、加藤いづみと共演。おどるポンポコリン（B.B.クィーンズ）、しょげないでよBaby、ローズ、ロックンロールは鳴り止まないっ（神聖かまってちゃん）などを披露した。

## ディスコグラフィー

### シングル
|     | 規格品番  | リリース日     | タイトル                                | 楽曲制作                                       | 最高位 |
| 1st | AY07-39   | 1985年11月21日 | Cry For The Moon                        | 作詞：泉麻人 作曲：井上大輔 編曲：萩田光雄     | 50位   |
| 2nd | AY07-49   | 1986年6月21日  | 熱帯夜 -Dancin' in the Middle of Night- | 作詞：来生えつこ 作曲：林哲司 編曲：鳥山雄司   | 圏外   |
| 3rd | BVDR-14   | 1990年6月21日  | 幸福ゲーム                              | 作詞：荒木とよひさ 作曲・編曲：寺尾広          | 圏外   |
| 4th | BMDR-1001 | 1993年1月27日  | ジュテーム                              | 作詞：大津あきら 作曲：織田哲郎 編曲：池田大介 | 25位   |
| 5th | BMDR-1012 | 1994年1月21日  | 冬の星座                                | 作詞：坪倉唯子 作曲：古川真一 編曲：池田大介   | 78位   |
| 6th | KICM-3033 | 2002年8月7日   | 青のレクイエム                          | 作詞：小竹正人 作曲・編曲：PIPELINE PROJECT    | 69位   |

### オリジナルアルバム
|     | 規格品番   | リリース日    | タイトル       | 最高位 |
| 1st | BY32-14    | 1986年6月21日 | Always in Love | 圏外   |
| 2nd | B29D-14103 | 1990年3月21日 | Loving You     | 圏外   |
| 3rd | BMCR-6004  | 1993年4月7日  | ジュテーム     | 29位   |
| 4th | BMCR-6011  | 1994年10月5日 | Devious        | 圏外   |

### ミニアルバム
|     | 規格品番  | リリース日    | タイトル          | 最高位 |
| 1st | BVCR-2307 | 1991年7月21日 | I Wanna Be Myself | 圏外   |

### ライブアルバム
|     | 規格品番  | リリース日    | タイトル                                                                  | 最高位 |
| 1st | BVCR-2308 | 1991年7月21日 | やさしく歌って from the BIRTHDAY LIVE at ROPPONGI PIT-INN on MARCH,4,1991 | 圏外   |

## タイアップ一覧
| 楽曲                           | タイアップ                                                         |
| ------------------------------ | ------------------------------------------------------------------ |
| Cry For The Moon               | クラリオンCFイメージ・ソング                                       |
| ブレイキングハート             | 日本テレビ系アニメ『きまぐれオレンジ☆ロード』挿入歌                |
| 明日を抱きしめて               | OVA『ドラゴンズヘブン』オープニングテーマ                          |
| DANCIN' WITH A HEARTACHE       | OVA『ドラゴンズヘブン』イメージソング                              |
| クライシス〜怒りをこめて走れ〜 | OVA『バブルガムクライシス Part4』オープニングテーマ                |
| TWILIGHT                       | OVA『バブルガムクライシス Part4』エンディングテーマ                |
| 薔薇の戦士（ソルジャー）       | OVA『バブルガムクライシス Part5』オープニングテーマ                |
| 思い出に抱かれて               | OVA『バブルガムクライシス Part5』エンディングテーマ                |
| Rock me                        | OVA『バブルガムクライシス Part6』エンディングテーマ                |
| チューズ・ミー                 | OVA『きまぐれオレンジ☆ロード』オープニングテーマ                   |
| 風のまなざし                   | OVA『きまぐれオレンジ☆ロード』挿入歌                               |
| 幸福ゲーム                     | テレビ朝日系ドラマ『美しい嘘つけますか』主題歌                     |
| 365の夜と昼                    | テレビ朝日系『トゥナイト』エンディングテーマ                       |
| ジュテーム                     | 日本テレビ系ドラマ『ジェラシー』主題歌                             |
| 冬の星座                       | TBS系ドラマ『3丁目9番地』オープニングテーマ                        |
| 想い出は あどけなく            | 関西テレビ・フジテレビ系『愛と疑惑のサスペンス』エンディングテーマ |
| 青のレクイエム                 | テレビ東京系アニメ『SAMURAI DEEPER KYO』オープニングテーマ         |
| LOVE DEEPER                    | テレビ東京系アニメ『SAMURAI DEEPER KYO』エンディングテーマ         |

## 主なレコーディング参加作品
- 今井美樹
  - 『Superstar』（1988年）
- 大黒摩季
  - 『熱くなれ』（1996年）
- 織田哲郎
  - 『ENDLESS DREAM』
  - 「(Journey to the) Endless Dream」
  - 「そのままの君が素敵さ」（1992年）
  - 『SEASON』（1988年）
- ORIGINAL LOVE
  - 「微笑みについて」（1993年）
  - 『風の歌を聴け』（1994年）
- 河内淳一
  - 『One Heart』（1988年）
- KIX-S
  - 『BODY』（1995年）
- 工藤静香
  - 『静香』（1988年）
  - 『rosette』（1990年）
  - 「千流の雫」（1990年）
  - 「Blue Rose」（1994年）他多数
- 西城秀樹
  - 『MAD DOG』（1991年）
- ZARD
  - 『TODAY IS ANOTHER DAY』（1996年）
  - 「運命のルーレット廻して」（1998年）
- 沢田研二
  - 『JULIE SONG CALENDAR』（1983年）
  - 『HELLO』（1994年）
- 柴田恭兵
  - 「シンデレラ リバティ」（1990年）
- 反町隆史
  - 「POISON 〜言いたい事も言えないこんな世の中は〜」（1998年）
- CHAGE and ASKA
  - 「なぜに君は帰らない」（1993年）
- TUBE
  - 「SUMMER DREAM」（1987年）
  - 『Melodies & Memories』（1994年）
- T-BOLAN
  - 「Bye For Now」（1992年）
- とんねるず
  - 『Arrival』（1994年）
- 中島みゆき
  - 『中島みゆき』（1988年）
  - 『回帰熱』（1989年）
  - 『夜を往け』（1990年）
  - 『歌でしか言えない』（1991年）
  - 『EAST ASIA』（1992年）
  - 『わたしの子供になりなさい』（1998年）
  - 『ララバイSINGER』（2006年）
  - 『I Love You, 答えてくれ』（2007年）
  - 『真夜中の動物園』（2010年）
  - 『荒野より』（2011年）
  - 『常夜灯』（2012年）
  - 『問題集』（2015年）
- 春畑道哉
  - 『Smile On Me』
  - 「愛をあきらめない」（1989年）
- B'z
  - 「LADY-GO-ROUND」（1990年）
  - 「VAMPIRE WOMAN」（1990年）
- 氷室京介
  - 『Higher Self』（1991年）
- 44MAGNUM
  - 『EMOTIONAL COLOR』（1988年）
- 福山雅治
  - 「桜坂」（2000年）
- MISIA
  - 『MARVELOUS』
  - 「la la la」（2001年）
- Mr.Children
  - 「Everything (It's you)」「デルモ」（1997年）
- 野猿
  - 「叫び」（1998年）
  - 「Be cool!」（1999年）
  - 「Selfish」（1999年）
  - 「夜空を待ちながら」（1999年）
  - 「First impression」（2000年）
  - 「Chicken guys」（2000年）
  - 「Fish Fight!」（2001年）
- 柳ジョージ
  - 「TOGETHER」（1996年）
- 山本正之
  - 『アニメの大王』
  - 「銀河旋風ブライガー」（1997年）
- 横山輝一
  - 『pressure』（1988年）
- 吉田拓郎
  - 『一瞬の夏』（2005年）
  - 『Forever Young Concert in つま恋 2006』（2006年）
  - 『午前中に…』（2009年）
- Little Kiss
  - 「A.S.A.P.」（1997年、コーラスアレンジとして）

## 出演
テレビ
- ちびまる子ちゃん（フジテレビ、2019年10月6日） - 曲芸師のお姉さん 役[4]

ラジオ
- ミュージックステーション(文化放送)[1]

ミュージカル
- RENT（1998年） - ジョアンヌ 役